# 南品川
南品川（日语：／ Minami-shinagawa */?）是東京都品川區的地名。設一丁目至六丁目。2013年（平成25年）8月1日為止的人口有17,726人。郵遞區號140-0004。

## 地理
位於品川區東部。北與北品川之間以目黑川為界。東與東品川之間以元渚通為界，南與東大井之間大約以東京都道420號鮫洲大山線為界，西與廣町之間以JR（東海道本線等）路廊為界。町域內有南北向的第一京濱通過，東南部有日內瓦平和通（與第一京濱的交差點開始為池上通）通過，五丁目內有仙台坂。此外東北部有詹姆斯坂通。舊東海道通過東部的一丁目、二丁目、三丁目，道路旁保留了品川宿留下的商店與寺院。
町域內的京急本線與第一京濱平行，並設有新馬場站與青物橫丁站，住宅地外可見寺院、商店、工廠等。

## 歷史
德川時代的品川宿有非人頭松右衛門所統治的非人系部落，在建設第一京濱時移往南品川。約2000戶。

### 地名由來
此地為品川的南部。

## 交通
南品川東北部的一丁目北端有京急本線新馬場站南口（北口在北品川）。東南部三丁目有青物橫丁站。此外也可利用東北方向的天王洲島站，西南方向的大井町站。還可利用大井町站發車的巴士路線。

## 設施
- 東京都立大塚聾學校品川分教室
- 品川ETOILE女子高等學校
- 品川區立城南小學校
- 品川區立淺間台小學校
- 立邦塗料（Nippon Paint）
- 三和TEKKI
- 扶桑電機工業
- 東洋紙業
- 海德寺
- 妙蓮寺
- 本覺寺
- 蓮長寺
- 本榮寺
- 常行寺
- 願行寺
- 天妙國寺
- 真了寺
- 海雲寺
- 品川寺（讀為「ほんせんじ」）
- 海晏寺
- 海藏寺
- 天龍禪寺
- 大龍寺
- 本光寺
- 清光寺

## 備註
1. ↑  .   [2013年8月7日]. （原始内容存档于2014年2月23日）.
2. 1 2  川元祥一・藤沢靖介『東京の被差別部落』p.33（三一書房，1984年）